# ハッピー遠藤
ハッピー遠藤（ハッピーえんどう、1992年2月7日 - ）は、日本のお笑い芸人。神奈川県横須賀市野比出身。松竹芸能所属。

## 来歴・人物
2013年4月、松竹芸能タレントスクールに入学した後に同期とコンビ「太陽エネルギー」を組んでいたが、2014年に解散してピン芸人になる。オッパショ石などとともに、横須賀発のお笑い芸人集団を旗印とする「0468スタイル」のメンバー。
2019年に放送された仮面ライダーゼロワンで、オーディションを通過して主人公のギャグ指導担当になる。
持ちネタは、ハッピーショートコントや、お題がハッピーなのかアンハッピーなのかを決めるハッピー裁判。趣味は野球（横浜ベイスターズファン）、将棋。

## 出演

### テレビ
- おはスタ（2015年、テレビ東京）[7]
- NEWSな2人（2016年、TBS）
- 真夏のお笑い夜通しフェス どぅっかん！どぅっかん！（2017年、NHK）[8]
- ザ!世界仰天ニュース（2017年、日本テレビ）
- 一夜づけ（2017年、テレビ東京）[9]
- 爆笑!スライダー（2018年、TBS）[10]

### インターネット番組
- シモネタGP （2018年、AbemaTV）2018、2018シモ半期 [11]

### 映画
- 仮面ライダー 令和 ザ・ファースト・ジェネレーション（2019年）避難民 役 [12][13]

## 単独ライブ
- ハッピー単（2018年8月31日、新宿角座）[8]